# 厄尼·隆巴迪
厄尼斯托·納塔里·隆巴迪（英語：Ernesto Natali Lombardi，1908年4月6日—1977年9月26日），為美國職棒大聯盟的捕手。生涯曾效力過羅賓、紅人、勇士與巨人等隊。他身高191公分，體重104公斤。儘管體型高大，不過隆巴迪是一個脾氣很好的球員，在當時很受球迷歡迎。

## 早年
隆巴迪從小在奧克蘭長大，長大後他就讀McClymonds高中。這間學校後來也培養不少運動明星，像是後來的名人堂球員法蘭克·羅賓森還有打籃球的「魔戒」比爾·羅素。

## 職業生涯
1931年，隆巴迪在羅賓對完成初登板。該年他的打擊率為2成97。不過當時羅賓隊有太多捕手，因此球隊將隆巴迪交易至紅人隊。1932年，他的打擊率為3成03，另有11轟與68分打點。1935年，隆巴迪的打擊率高達3成43，不過他卻未能入選明星賽。1936年，隆巴迪維持去年的好表現，反而在這年首度入選明星賽。1938年，他以3成42的打擊率拿下國聯打擊王，而且還順利拿下國聯MVP。這一年他還接捕了強尼·凡德·米爾的連續2場無安打。1939年和1940年，隆巴迪不僅都入選明星賽。而且紅人隊也連續拿下國聯冠軍，更在1940年拿下世界大賽冠軍。
1940年7月，隆巴迪因為受傷而改由替補捕手Willard Hershberger接替出賽。不過Hershberger卻自認無法勝任隆巴迪的先發工作。後來Hershberger在8月初因為自責自己讓球隊輸球，結果在飯店內自刎身亡。他也成為大聯盟史上唯一一位在球季中自殺的球員。
1942年，勇士隊買斷隆巴迪的合約。這一年隆巴迪的打擊率為聯盟最高的3成30，他也順利拿下生涯第二座打擊王。他也是20世紀最後一位拿下打擊王的捕手，直到2006年才由雙城隊捕手喬·莫爾達成此紀錄。
1943年，隆巴迪加入巨人隊。他也在這一年入選他生涯最後一次的明星賽。1945年，由於二戰爆發，因此大聯盟宣布取消明星賽。而隆巴迪在1946年開始出現衰退，最後他選擇在1947年球季結束後退休。總計他生涯打擊率為3成06，另有190轟與990分打點。

## 晚年與紀念
1953年，隆巴迪因為憂鬱症而住進療養院。他還一度持刀自刎，不過後來他經過大量輸血而被救了回來。之後他在燭臺球場的新聞部工作，也曾在家鄉奧克蘭的加油站工作。1958年，隆巴迪入選紅人隊名人堂。1977年，69歲的隆巴迪去世。
1982年，他被選進灣區運動名人堂，並在1986年入選大聯盟名人堂。之後紅人隊也在球場旁邊給包含隆巴迪在內的5大紅人球星建銅像紀念，另外四名球員分別是Joe Nuxhall、泰德·克魯澤伍斯基、法蘭克·羅賓森與彼得·羅斯。

## 外部連結
- 球員資訊和成績在MLB，ESPN，Baseball-Reference，Fangraphs（英文）